# Сде Бокер
Сде Бокер (на иврит: שדה בוקר) е кибуц в централната част на Негев, Израел, приблизително на 50 км южно от Беер Шева. Населението му е 432 души (по приблизителна оценка от декември 2017 г.).
Кибуцът Сде Бокер е един от най-известните поради факта, че тук е живял основателят на Израел Давид Бен-Гурион. Основан е на 15 май 1952 г. от бивши военнослужещи. Година по-късно в кибуца се заселва и бен Гурион воден от ционистката мечта да превърне пустинята в райска градина. Поради активната си политическа дейност той живее тук от 1963 г. до смъртта си през 1973 г. Днес жителите на кибуца се препитават от земеделие. В селището е изграден и завод за производство на лейкопласт.